# Agapetus orosus
Agapetus orosus är en nattsländeart som beskrevs av Donald G. Denning 1950. Agapetus orosus ingår i släktet Agapetus och familjen stenhusnattsländor. Inga underarter finns listade i Catalogue of Life.